# Drňa
Drňa este o comună slovacă, aflată în districtul Rimavská Sobota din regiunea Banská Bystrica. Localitatea se află la altitudinea de 182 m deasupra n.m., se întinde pe o suprafață de 12,31 km2 și în 2017 număra 206 locuitori. Se învecinează cu Šimonovce, Chrámec, Hangony, Hostišovce și Širkovce.

## Istoric
Localitatea Drňa este atestată documentar din 1246.

## Demografie
| An:                | 1994 | 2004    | 2014 | 2024   |
| ------------------ | ---- | ------- | ---- | ------ |
| Număr de persoane: | 188  | 225     | 225  | 210    |
| Diferență:         |      | +19,68% | +0%  | −6,66% |

| An:                | 2023 | 2024   |
| ------------------ | ---- | ------ |
| Număr de persoane: | 212  | 210    |
| Diferență:         |      | −0,94% |